# Kitaaiki
Kitaaiki (北相木村, Kitaaiki-mura) est un village situé dans le district de Minamisaku (préfecture de Nagano), au Japon.